# RD-170
El RD-170 ( РД-170, Ракетный Двигатель-170, Motor Cohete-170 ) (índice GRAU 11D521) es el motor cohete multi-cámara de combustible líquido más potente del mundo, diseñado y producido en la Unión Soviética por NPO Energomash para su uso en el cohete Energia. Este motor bipropelente quema el equivalente soviético del combustible RP-1 con LOX como oxidante en cuatro cámaras de combustión suministrados por una sola turbobomba según un ciclo de combustión por etapas y tiene una potencia de 170 MW.

## Antecedentes
Varios motores cohete soviéticos y rusos utilizan el método de agrupar pequeñas cámaras de combustión en torno a una sola turbobomba. Durante la década de 1950, muchos diseñadores soviéticos de motores , incluyendo Glushkó, se enfrentaban a problemas de inestabilidad de la combustión, mientras diseñaban grandes cámaras de empuje. Por aquel entonces resolvieron el problema mediante el uso de un conjunto de cámaras de empuje más pequeños en los motores RD-107 y RD-108.

## Tecnología
El RD-170 es un motor cohete que emplea queroseno y oxígeno líquido (LOX) como comburentes. Consta de cuatro cámaras de combustión principales alimentadas por una turbobomba con una turbina, con cerca de 190 MW de potencia. La energía necesaria para accionar la turbina  proviene de dos generadores de gas o cámaras de precombustión rica en oxígeno. Esta es la cantidad total de oxidante y una pequeña parte de la del combustible suministrado a dicha combustión de baja temperatura y unidades de la turbina. El gas de escape de la cámara de pre-combustión se pasa entonces a las cámaras de combustión principal, en que se alimenta la parte principal del combustible y se quema. Esta forma de implementación recibe el nombre de motor de flujo principal con precombustión o ciclo de combustión con etapa rica en oxidante. El motor tiene una presión de la cámara de combustión alta de 25 MPa, y no se pierde combustible para accionar las bombas, que de otro modo habría conducido a pérdidas sustanciales. Al mismo tiempo, el precalentamiento antes de la combustión mejora la eficiencia de la misma del oxígeno criogénico y reduce el riesgo de inestabilidad, que de otra manera podría conducir a inestabilidades de la combustión. Sin embargo, el motor tuvo que enfrentarse inicialmente a pruebas con problemas, ya que a una presión de 25 MPa y 400 °C la temperatura de entrada en la cámara de combustión principal, una atmósfera rica en oxígeno es difícil de controlar. Pero los tres motores SSME del transbordador espacial de EE. UU. trabajar a 22 MPa, con un precombustión rica en combustible, mientras que el RD-253 funciona a solo 15 MPa. Otra característica especial del motor es que gran parte del impulso (dependiendo de la fuente el 40 % o 56 % del valor nominal) se pueden regular a disminuir poco antes del fin de disparar la carga en la estructura del cohete.
A diferencia de la Soyuz que necesita motores de control adicionales, las toberas del RD-170 para la Energija puede pivotar alrededor de un eje. El derivado RD-171 (11D520) para la corona tiene una unidad de control de dos ejes (en uso hasta 6,3 °, en las pruebas de aproximadamente 8 °) de toberas para este propósito.
Los cuatro impulsores del Energía con el motores RD-170 fueron diseñados reutilizable y equipado con paracaídas. Los motores deben soportar hasta diez empleos, en las pruebas mostraron que también aguantan hasta 20.

## Variantes
El RD-170 aunque ahora esta fuera de producción es la base de una familia de modernos motores de cohete.

### RD-171
Una variante RD-170, el RD-171, se utiliza actualmente en el cohete Zenit. Mientras que el RD-170 tenía boquillas que giró sobre un solo eje, el RD-171 gira sobre dos ejes. Los modelos llamados el RD-172 y RD 173-se propusieron mejoras que proporcionan un empuje adicional, pero nunca fueron construidos. Algunas fuentes afirman que el motor del Zenit-3SL como RD-173 con un empuje kN mayor kN/8.338 a 7695, el fabricante de este como RD-171M conocido.

### RD-180
Esta variante utiliza solo 2 cámaras de combustión en lugar de las 4 del RD-170. La presión de la cámara de combustión 25,7 MPa y 4159 kN de empuje. El RD-180 utilizado en el Atlas V, sustituyó los tres motores utilizados en los primeros cohetes Atlas con un solo motor y logró mejoras significativa de carga y rendimiento. Este motor también había sido elegido para ser el sistema de propulsión principal para la primera etapa de la ahora cancelado cohete ruso Rus-M.

### RD-191
Sin embargo, otra variante, la RD-191 (solo una cámara de combustión, presión en la cámara 25,7 MPa, peso 3230 kg y 2079 kN de empuje), se utilizará en el cohete ruso Angara, que está actualmente en desarrollo.

### RD-151
El RD-151 es el RD-191 con empuje reducido a 170 toneladas. Este motor fue probado estáticamente el 30 de julio de 2009. El primer vuelo de prueba de este motor se llevó a cabo el 25 de agosto de 2009 como parte del lanzamiento del primer cohete surcoreano Naro-1. La primera etapa del cohete Naro-1 está compuesto del módulo cohete universal (URM) del cohete Angara.

### RD-180V, RD-175 y RD-193
El 28 de julio de 2011 NPO Energomash resumió los resultados de los trabajos en el motor de cohete Rus-M y consideró la posibilidad de construcción de varias nuevas variantes de motores RD-170 de la familia. De acuerdo con la información de nuevas variantes y propuestas se marcarán como:
- RD-180V de cohete Rus-M.
- RD-193 para los futuros cohetes de la familia Soyuz.
- RD-175 con 9800 kN fideicomiso para proyecto de cohete Energia-K.

## Especificaciones técnicas
|                                         | RD-170/RD-171                 | RD-180       | RD-191       |
| --------------------------------------- | ----------------------------- | ------------ | ------------ |
| Mischungsverhältnis LOX/Kerosin         | 2,63                          | 2,72         | ~2,6         |
| Cámaras de combustión                   | 4                             | 2            | 1            |
| Longitud                                | 3,78 m                        | 3,00 m       | 4,05 m       |
| Diámetro                                | 4,02 m                        | 3,56 m       | 2,00 m       |
| Masa                                    | 9500 kg (9750 para el RD-171) | 5393 kg      | 3230 kg      |
| Masse/Schub-Verhältnis (Boden/Vakuum)   | 1,26/1,20 kg/kN               |              |              |
| Diámetro de la cámara de combustión     | 380 mm                        | ? mm         | ? mm         |
| Presión de la cámara de combustión      | 24,5 MPa                      | 25,7 MPa     | 25,7 MPa     |
| diámetro de la garganta                 | 235,5 mm                      | ? mm         | ? mm         |
| diámetro de la salida                   | ~1430 mm                      | ? mm         | ? mm         |
| Presión en la tobera                    | 0,072 MPa                     | ? MPa        | ? MPa        |
| Relación de expansión                   | 36,87                         | 36,87        | 37           |
| empuje nivel el mar/vacío               | 7550/7900 kN                  | 3828/4152 kN | 1985/2079 kN |
| Impulso específico (nivel el mar/vacío) | 3030/3315 Ns/kg               |              | 3306 Ns/kg   |